# Woolpack Corner
Woolpack Corner är en ort i grevskapet Kent i sydöstra England. Orten ligger i distriktet Ashford och civil parishen Biddenden, cirka 4,5 kilometer nordväst om Tenterden. Tätorten (built-up area) hade 580 invånare vid folkräkningen år 2021.